# Carl Fredrik de Ron
Carl Fredrik de Ron, född 14 augusti 1809 i Stockholm, död där 29 mars 1889, var en svensk gymnast och militär.
Carl Fredrik de Ron var son till grosshandlaren Carl Gustaf de Ron. Han uppfostrades 1810–1826 i Finland, var 1826–1828 kadett vid Krigsakademien och blev 1831 underlöjtnant vid Västerbottens regemente. De Ron tog avsked ur armén 1836. Omkring 1830 genomgick han Gymnastiska centralinstitutet och var därefter biträdande lärare där, varefter han 1832–1835 var gymnastiklärare vid Härnösands gymnasium. Efter att ha vistats i Finland 1835-1837 verkade de Ron fram till 1858 i Sankt Petersburg, dels som gymnastiklärare vid flera skolor, dels som sjukgymnast. Han grundade 1847 den första sjukgymnastiska anstalten i Sankt Petersburg och kom samtidigt i kontakt med hovet och fick genom kejsarinnan Alexandras förmedling statsanslag för sin verksamhet. 1857 råkade de Ron förgå sig mot en ung rysk storfurste om var hans elev, och flyttade följande år tillbaka till Sverige och återupptog senare sin sjukgymnastiska praktik i Stockholm. Carl Fredrik de Ron, som var en av Pehr Henrik Lings favoritelever kom att inrikta sin sjukgymnastik mot behandling av snedheter, klumpfot och ledsjukdomar.